# BlueMaxima's Flashpoint
BlueMaxima's Flashpoint는 어도비 플래시를 비롯한 모든 주요 브라우저가 NPAPI 지원 플러그인에 대한 네이티브 지원을 제거한 후 더 이상 온라인으로 재생할 수 없는 10만 개 이상의 리치 웹 응용 프로그램을 사용할 수 있도록 하는 플래시 게임 및 애니메이션 보존 프로젝트이다.이 프로젝트는 2018년 오스트레일리아의 벤 라티모어에 의해 시작되었으며 처음에는 아카이브 팀이라는 별도의 프로젝트의 일부로 사용되었다. 그것은 인터넷을 시뮬레이션하고, 파일을 원래 사이트에서 재생되고 있다고 생각하도록 "속임"함으로써, 파일을 로드하고 경험할 수 있다.
플래시 콘텐츠에 주로 초점을 맞추고 있지만, 쇼크웨이브, 실버라이트, 자바, 유니티 웹 플레이어 등의 다른 단종 웹 플러그인을 사용하는 미디어는 액티브X와 같은 더 이상 사용되지 않는 소프트웨어 프레임워크도 보존되어 있다. 이 사이트는 현재 51개의 개별 웹 기술을 보존하고 있다.
프로젝트의 합법성은 "불명확한" 것으로 설명되었지만, 게임을 포함하지 않는 크리에이터들은 그들의 제거를 요청할 수 있다.
플래시 포인트에는 주요 두 가지 형태가 있다: Ultimate와 Infinity가 있다. Ultimate에는 사전 다운로드된 모든 게임이 포함되어 있으며 Infinity는 주문형 게임 파일을 다운로드한다. 제한된 양의 게임만 포함하는 플래시포인트에 게임을 추가하기 위해 만들어진 코어 버전도 있다.